# Monsef Derraji
Monsef Derraji, né en août 1976 à Marrakech au Maroc, est un homme d'affaires et homme politique québécois.

## Biographie
Né en août 1976 à Marrakech au Maroc, Monsef Derraji obtient sa maîtrise en sciences et techniques de l'Université Cadi Ayyad de Marrakech (1999), puis son MBA de l'Université Laval en gestion pharmaceutique (2006) et depuis 2022, il est titulaire d’un doctorat en santé publique à l'Université de Montréal en organisation des soins.
Il travaille pendant une quinzaine d'années pour deux multinationales de l'industrie pharmaceutique dont une au Canada et l'autre à l'étranger. En 2005, il est nommé vice-président du Fonds Alpha. Quatre ans plus tard, Monsef Derraji cofonde et devient président du Congrès maghrébin au Québec, un organisme qui s'est démarqué par ses activités d'intégration socio-économique et de rapprochement interculturel d'envergure. Parallèlement, il effectue un passage en politique municipale en tant que président de Vision Montréal. En 2010, il rejoint le conseil d'administration du Regroupement des jeunes chambres de commerce du Québec (RJCCQ), et réalise la toute première mission économique de l'organisme au Maroc. Pour son leadership et son engagement, l'Agence de presse Média Mosaïque le nomme en 2013 au palmarès des 20 personnalités de la diversité. Monsef Derraji est également nommé par le gouvernement du Québec pour siéger au conseil de la Commission des partenaires du marché du travail et au conseil d'administration de Retraite Québec de 2015 à 2018.  En 2015, il est nommé président-directeur général par le conseil d'administration du RJCCQ, jusqu'à son élection à l’Assemblée nationale.
Membre du Parti libéral du Québec, Monsef Derraji est élu député de la circonscription de Nelligan à l'Assemblée nationale le 1er octobre 2018. Lors du palmarès des parlementaires du journal La Presse, il est élu étoile montante et obtient la troisième place du podium en tant que parlementaire de l’année en 2019, et conserve son titre en 2020. En 2021, il décroche la troisième place pour la catégorie critique de l’opposition le plus tenace.
Monsef Derraji travaille pendant plus de quinze ans dans le réseau de la santé et décide d’offrir son aide dans les milieux de vie durement touchés par la Covid-19. Au mois d'avril 2020, le député de Nelligan se porte volontaire pour prêter main-forte pendant deux semaines au CHSLD Herron de Dorval. Cette résidence est classée « zone rouge » en raison de son fort foyer d’éclosions. Il explique au micro de Paul Arcand, que le CHSLD a été transformé en « mini-hôpital ».
Depuis le 11 janvier 2022, il occupe la fonction de leader adjoint de l’opposition officielle et de porte parole en matière de Santé et de Services sociaux.
Il est réélu lors des élections du 3 octobre 2022.

## Résultats électoraux
|                                                                                               | Nom                      | Parti                    | Nombre de voix | %      | Maj.   |
| --------------------------------------------------------------------------------------------- | ------------------------ | ------------------------ | -------------- | ------ | ------ |
|                                                                                               | Monsef Derraji (sortant) | Libéral                  | 17 454         | 52 %   | 11 870 |
|                                                                                               | Cynthia Lapierre         | Coalition avenir         | 5 584          | 16,6 % | -      |
|                                                                                               | Gary Charles             | Conservateur             | 5 061          | 15,1 % | -      |
|                                                                                               | Maxime Larue-Bourdages   | Québec solidaire         | 1 766          | 5,3 %  | -      |
|                                                                                               | Jocelyn Caron            | Parti québécois          | 1 399          | 4,2 %  | -      |
|                                                                                               | Jean Marier              | Parti canadien du Québec | 1 014          | 3 %    | -      |
|                                                                                               | Neena Hanif              | Bloc Montréal            | 610            | 1,8 %  | -      |
|                                                                                               | Daniel Reiniger          | Vert                     | 558            | 1,7 %  | -      |
|                                                                                               | Michael Hennawy          | Démocratie directe       | 100            | 0,3 %  | -      |
| Total                                                                                         | Total                    | Total                    | 33 546         | 100 %  |        |
| Le taux de participation lors de l'élection était de 58,8 % et 261 bulletins ont été rejetés. |                          |                          |                |        |        |

|                                                                                               | Nom                      | Parti            | Nombre de voix | %      | Maj.   |
| --------------------------------------------------------------------------------------------- | ------------------------ | ---------------- | -------------- | ------ | ------ |
|                                                                                               | Monsef Derraji           | Libéral          | 22 421         | 65,1 % | 16 510 |
|                                                                                               | Angela Rapoport          | Coalition avenir | 5 911          | 17,2 % | -      |
|                                                                                               | Simon Tremblay-Pepin     | Québec solidaire | 1 902          | 5,5 %  | -      |
|                                                                                               | Chantal Legendre         | Parti québécois  | 1 580          | 4,6 %  | -      |
|                                                                                               | Giuseppe Cammarrota      | Vert             | 1 040          | 3 %    | -      |
|                                                                                               | Mathew Levitsky-Kaminski | Conservateur     | 1 038          | 3 %    | -      |
|                                                                                               | Leslie Eric Murphy       | NPD Québec       | 537            | 1,6 %  | -      |
| Total                                                                                         | Total                    | Total            | 34 429         | 100 %  |        |
| Le taux de participation lors de l'élection était de 59,6 % et 274 bulletins ont été rejetés. |                          |                  |                |        |        |

## Fonctions à l'Assemblée nationale du Québec[10]
Fonctions actuelles
-       Membre de la Commission de la santé et des services sociaux depuis le 14 janvier 2022
-       Porte-parole de l’opposition officielle en matière de santé depuis le 11 janvier 2022
-       Porte-parole de l’opposition officielle en matière de services sociaux depuis le 11 janvier 2022
-       Leader parlementaire adjoint de l’opposition officielle depuis le 16 juin 2020
-       Vice-président de la Délégation de l’Assemblée nationale pour les Relations avec le Maroc : Comité directeur (DANRM) depuis le 22 octobre 2019  
Fonctions précédentes
-       Membre de la Commission des finances publiques du 14 septembre 2021 au 14 janvier 2022
-       Porte-parole de l’opposition officielle en matière d’économie du 18 août 2021 au 11 janvier 2022
-       Porte-parole de l’opposition officielle en matière de recherche du 18 août 2021 au 11 janvier 2022
-       Porte-parole de l’opposition officielle en matière de travail et d’emploi du 16 juin 2020 au 11 janvier 2022
-       Membre du Bureau de l’Assemblée nationale du 17 septembre 2019 au 16 septembre 2020
-       Porte-parole de l’opposition officielle en matière d’immigration du 15 juillet 2019 au 16 juin 2020
-       Membre de la Commission de l’économie et du travail du 30 novembre 2018 au 14 janvier 2022
-       Membre de la Commission des finances publiques du 30 novembre 2018 au 15 septembre 2020
-       Porte-parole de l’opposition officielle en matière de PME et d’innovation du 22 octobre 2018 au 11 janvier 2022

## Regroupement des jeunes de la chambre de commerce du Québec[11](RJCCQ)
Après onze années dans le domaine pharmaceutique, Monsef Derraji est nommé en 2015 à titre de président directeur général du Regroupement des jeunes chambres de commerce du Québec (RJCCQ).
Après sa nomination, le membership des jeunes chambres de commerce et ailes jeunesse croît à trente-sept, franchissant au début 2016 les 10 000 jeunes gens d’affaires représentés. Dans le cadre des consultations entourant le renouvellement de la politique québécoise de la jeunesse du gouvernement du Québec, le RJCCQ a déposé un mémoire auprès du Secrétariat à la jeunesse avec trois angles fondamentaux de son action stratégique ultérieure; à savoir :
●      D’une part, veiller à la représentation des jeunes de moins de 40 ans sur les lieux décisionnels. Il aura activement pris part au projet de loi 693, projet modifiant la Loi sur la gouvernance des sociétés d'État afin de favoriser la présence de jeunes au sein des conseils d’administration.
●      D’autre part, dynamiser une culture start-up à l’échelle de la province au travers de plusieurs projets phares tels que la Caravane régionale de l’entrepreneuriat; Entreprendre en Région (volet insertion des immigrants), La Coupe des start-up (un concours provincial de pitch qui s’adresse à des startups prometteuses en phase de croissance)
●      Et enfin, l’internationationalisation des entreprises au travers de plusieurs missions internationales et la mise en place d’une plateforme liant les membres de la diaspora québécoise à l’étranger.
Afin de réunir les membres de la relève d’affaires autour d’enjeux qui les touchent et pour les impliquer dans la recherche de solutions, le Forum économique de la relève d’affaires (FERA) a été lancé en 2016, réunissant chaque année des représentants de l’ensemble des régions du Québec. Chaque année culminait par la remise de prix lors du Gala des Grands prix de la relève d’affaires.

## Programme de l'expérience québécoise (PEQ)
En février 2010, le gouvernement libéral de Jean Charet crée le Programme de l’expérience québécoise (PEQ). Ce programme permet de favoriser l’établissement de la population étudiante internationale au Québec afin d’attirer les talents étrangers, et en moins d’un mois d’obtenir un certificat de sélection du Québec (CSQ), contre près de deux ans par la voie classique.
Monsef Derraji est nommé porte-parole de l’opposition officielle en matière d’immigration du 15 juillet 2019 au 16 juin 2020. En juillet 2019, le ministre de l’Immigration, Simon Jolin-Barrette, annonce un moratoire sur le PEQ dans une volonté d’abaisser les seuils migratoires au Québec. Ce moratoire est décrié par les représentants de la sphère économique (patronat), mais aussi du monde syndical et universitaire.
En octobre 2019, le gouvernement annonce le gel du PEQ et envisage d’en restreindre l’accès. Désormais, les étudiants et travailleurs étrangers devront détenir un diplôme ou avoir une expérience d’emploi dans des domaines définis par le gouvernement, en lien avec la pénurie de main-d’œuvre pour avoir accès au PEQ; les modifications s'appliquant de façon rétroactive. Par le passé, aucune distinction n'était faite selon le domaine de formation ou le travail occupé.
Après avoir été interpellé par des étudiants et de longues discussions qui ont duré plus de trois jours consécutifs, exprimant leur mécontentement par rapport aux récentes décisions du ministre de l’Immigration et la situation d’incertitude et de précarité manifeste dans laquelle les plonge cette nouvelle réforme du député. Lors d’une séance de questions orales au gouvernement, Monsef Derraji prête sa voix aux étudiants et travailleurs étrangers venus dans la tribune de l’Assemblée. Le lendemain, le ministre de l’Immigration recule en mettant en place un droit acquis aux étudiants étrangers et les travailleurs temporaires qui étaient déjà installés au Québec en date du 1er novembre.
Monsef Derraji dépose une motion à l’Assemblée nationale qui exige du gouvernement caquiste qu’il annule dès lors les modifications récentes apportées au PEQ. La réforme minait la réputation internationale du Québec et nuisait à sa capacité d’attraction et de rétention des talents nécessaires à la croissance économique. 3 membres sur 75 de la CAQ étaient présents pour le vote, la motion de Monsef Derraji a été adoptée. Le 8 novembre 2019, le gouvernement Legault retire le règlement sur les règles entourant le PEQ.
En juin 2020, le ministre de l’Immigration présente une nouvelle réforme du PEQ. Monsef Derraji dépose une nouvelle motion qui rappelle les propos tenus et l’engagement pris par le premier ministre en lien avec les droits acquis. Il joint et apporte son soutien aux manifestations contre les modifications de la PEQ, avec pour slogan « une promesse est une promesse ».

## Nemaska Lithium
En août 2020, le gouvernement du Québec par le biais d’Investissement Québec et en partenariat avec le groupe Pallinghurst, annonce vouloir investir 300 millions de dollars pour reprendre Nemaska Lithium. Leurs plans ne laissaient cependant plus de place aux petits investisseurs, car l’entreprise n’est plus cotée en bourse. Par conséquent, 25 000 familles ont perdu leurs investissements dans la nouvelle mouture de Nemaska Lithium.
Monsef Derraji, porte-parole de l’opposition officielle en matière de PME et d’innovation (2018-2022), apporte son soutien aux 25 000 familles qui ont perdu leurs gains. Pour le député de l’opposition, il est inconcevable que le gouvernement caquiste et le ministre de l’Économie, ne défendent pas ces petits actionnaires et tente de faire la lumière sur l’action du ministre de l’Économie avec les dirigeants des sociétés impliquées dans le nouveau rachat des parts de Nemaska Lithium, soulignant au passage l’hébergement de celles-ci dans les paradis fiscaux. Monsef Derraji a déposé une motion à l’Assemblée nationale en septembre 2020, pour que le gouvernement inclut les 25 000 actionnaires dans le montage financier de Nemaska Lithium. La motion est refusée par le gouvernement.

## Reconnaissance de lamaladie de Parkinsoncomme une maladie professionnelle
Lors de l’étude du projet de loi n° 59, Loi modernisant le régime de santé et de sécurité du travail, Monsef Derraji plaide pour que la maladie de Parkinson soit reconnue comme une maladie professionnelle causée par les pesticides. L’exposition aux pesticides double les chances d’avoir la maladie de Parkinson selon les experts interrogés en commission.
Finalement, le ministre du Travail, de l’Emploi et de la Solidarité sociale, Jean Boulet apportera un amendement en ce sens dans le projet de loi n° 59.

## Dépôt de deux projets de loi
Au cours de son mandat, Monsef Derraji est à l’initiative de deux projets de loi.
En juin 2020, il dépose le projet de loi n°597, Loi visant à améliorer le soutien offert aux entrepreneurs et aux agriculteurs en matière de santé mentale, afin de remédier aux problèmes de santé mentale et de détresse psychologique qui touchent plusieurs entrepreneurs et agriculteurs. L’unanimité de la Chambre accepte que le projet de loi n°597 soit déposé. Le gouvernement étudie le projet de loi n°597 et il est réinscrit à la 42e législature, 2e session le 20 octobre 2021.
En février 2021, Monsef Derraji dépose une motion, approuvée à l’unanimité au Salon bleu, qui reconnaît l’existence du poids des frais de livraisons sur les restaurateurs québécois et l’importance de légiférer pour le reste de l’État d’urgence. Ensuite, il dépose le projet de loi n°698, Loi limitant temporairement les frais de services de commande en ligne de livraison de repas pouvant être exigés aux restaurateurs, pour soutenir les restaurateurs du Québec pendant la période de l’état d’urgence sanitaire. Le gouvernement caquiste reprend le projet de loi n°698 de Monsef Derraji, dans son projet de loi n°87, Loi visant à limiter certains frais dans le domaine de la restauration qui sera adoptée à l’unanimité.

## Demande de la levée de l'État d'urgence sanitaire
En sa qualité de député de l’opposition officielle en matière de Santé et Services Sociaux depuis le 11 janvier 2022, de nombreux éclaircissements en lien avec le renouvellement de l’état d’urgence sanitaire sont demandés en chambre par le député de Nelligan. Le 16 février 2022, date du 100e décret de renouvellement de l'état d'urgence sanitaire, Monsef Derraji dépose une motion demandant la fin de l’état d’urgence sanitaire.
L’état d’urgence sanitaire permet au gouvernement du Québec et au ministre de la Santé et des Services sociaux de disposer des pouvoirs extraordinaires durant la pandémie afin de répondre à différents enjeux. Alors que partout dans le monde, la levée de l’état sanitaire se faisait entendre, le gouvernement du Québec passait le cap du 100e décret privant les oppositions de pouvoir demander des comptes sur la gestion de la pandémie. Or, selon l’article 129 de la Loi sur la santé publique, le gouvernement est tenu, concomitamment à l’instauration d’un décret d’urgence en vertu de l’article 123, de faire une reddition de compte. Monsef Derraji demande à plusieurs reprises que soit déconfinée la démocratie par fin de l’état sanitaire et la reddition des comptes du gouvernement, notamment la possibilité d'avoir accès aux contrats de gré à gré signés durant la pandémie par le gouvernement Legault. La motion est rejetée par le gouvernement.